# Doris Bures
Doris Bures, född 1962, var tillförordnad förbundspresident i Österrike 2016-17. 